# Promising Young Woman
Promising Young Woman är en brittisk drama- och thrillerfilm från 2020. Filmen är regisserad Emerald Fennell, som även skrivit filmens manus. Filmens världspremiär skedde på Sundance Film Festival den 25 januari 2020. Filmens svenska premiär ägde rum 21 maj 2021.

## Handling
Filmen handlar om Cassie Thomas som enligt alla är en lovande ung kvinna med en ljus framtid. Hon är väldigt intelligent och mycket klurig. En mystisk händelse ändrar hennes framtid och får henne bland annat att hoppa av studierna till läkare. Kan ett möte med en före detta studentkamrat ändra hennes liv igen?

## Rollista (i urval)
- Carey Mulligan - Cassandra “Cassie” Thomas
- Bo Burnham - Ryan
- Alison Brie - Madison
- Connie Britton - Rektor Walker
- Adam Brody - Jez
- Jennifer Coolidge -Susan
- Laverne Cox - Gail
- Max Greenfield - Joe
- Christopher Mintz-Plasse - Neil
- Sam Richardson - Paul
- Molly Shannon - Mrs. Fisher
- Clancy Brown - Stanley Thomas
- Angela Zhou - Todd
- Alfred Molina - Jordan
- Chris Lowell - Al Monroe